# Miguel Almereyda
Pour les articles homonymes, voir Almereyda.
Eugène Vigo, dit Miguel Almereyda, né à Béziers le 5 janvier 1883 et mort le 14 août 1917 à la Prison de Fresnes au sud de Paris, est un photographe, puis journaliste. Militant anarcho-syndicaliste, antimilitariste et anarchiste puis socialiste, il est cofondateur de La Guerre sociale puis du Bonnet rouge.
Retrouvé mort dans sa cellule de la prison de Fresnes le 14 août 1917, étranglé par un lacet, son suicide est mis en doute, l'hypothèse d'un assassinat n'étant pas écartée.
Il est le père du cinéaste Jean Vigo.

## Biographie
Eugène Bonaventure Jean-Baptiste Vigo naît de l'union illégitime entre Bonaventure Vigo, issu d'une famille de notables établie en Cerdagne (Pyrénées-Orientales), et Aimée Sales, couturière de Perpignan. Son grand-père, Bonaventure Vigo, fut maire de Saillagouse et viguier d'Andorre. Le père étant parti vivre à Bordeaux, l'enfant est élevé par ses grands-parents maternels à Perpignan.
Devenu anarchiste, il prend le pseudonyme de Almereyda, peut-être l'anagramme de Y'a la merde.
Il apporte son soutien aux viticulteurs du Languedoc en lutte en 1907 et affronte l’Action française.
Il participe à l’appel à la désertion lancé par l’Action internationale antimilitariste et par Les Jeunes gardes au moment de la conscription militaire (1914).
Il connaît la prison à de nombreuses reprises, et c’est d’ailleurs à l’occasion de son premier séjour en prison qu’il prend le pseudonyme de Miguel Almereyda.

### «Appel aux conscrits»
En octobre 1905, une affiche de l’Association internationale antimilitariste (AIA) intitulée « Appel aux conscrits » est placardée sur les murs de Paris. Le texte, violemment antimilitariste et antipatriote, appelle les conscrits à tourner leurs fusils vers les « soudards galonnés » plutôt que vers les grévistes, et appelle à la « grève immédiate » et à l’« insurrection » le jour d’une éventuelle déclaration de guerre.
L’affiche est signée de 31 noms dont Miguel Almereyda, Victor Camus, Amilcare Cipriani, Émile Coulais, Charles Desplanques, Auguste Garnery, Louis Grandidier, Jules Le Guéry, Eugène Merle, Félicie Numietska, Émile Pataud, Louis Perceau, Lazare Rogeon, Han Ryner, Roger Sadrin, Laurent Tailhade et Georges Yvetot.
Vingt-huit des signataires sont inculpés (Han Ryner, Lefèvre et Laurent Tailhade ne sont pas poursuivis).
À l'issue du procès qui se déroule du 26 au 30 décembre 1905, deux prévenus sont acquittés et les 26 autres condamnés chacun à 100 francs d’amende et à des peines de prison allant de 6 mois à 4 ans de prison. Almereyda est condamné à 3 ansVivien Bouhey, Les anarchistes contre la république, 1880 à 1914: contribution à l'histoire des réseaux sous la troisième république (Mémoire, Thèse), Presses universitaires de Rennes, coll. « Histoire », 2008, 491 p. (ISBN 978-2-753-50727-2, OCLC 470715071, lire en ligne).
Il est incarcéré à la centrale de Clairvaux jusqu'à l'amnistie du 14 juillet 1906.
En 1907, il écrit le texte du numéro spécial de L'Assiette au beurre consacré à « La prison de la Petite Roquette », illustré par Aristide Delannoy.

### La Guerre sociale
Le 19 décembre de la même année paraît le premier numéro de La Guerre sociale, avec comme rédacteur en chef Gustave Hervé, dont Almereyda avait apprécié la compagnie à Clairvaux. Almereyda y écrit de nombreux articles dont certains lui valent des ennuis avec la justice. Le 24 février 1908, Miguel Almereyda est condamné pour diffamation, injures à l'armée, provocation à la désobéissance et complicité, avec le militant anarchiste Eugène Merle, à deux ans de prison et 500 francs d’amende. Merle resta en prison jusqu’au 5 août 1909 et Almereyda fut libéré le 18 août 1909,.
En 1909, il est le principal initiateur de la manifestation parisienne contre l'exécution, en Espagne, du pédagogue libertaire Francisco Ferrer.
En 1910, il fonde l’association des « Jeunes gardes révolutionnaires » pour contrer l'action des « Camelots du Roi».
En décembre 1912, Almereyda et plusieurs de ses amis tournent le dos à l'anarchisme et adhèrent au Parti socialiste.
En mars 1913, Almereyda quitte La Guerre sociale et entre au Courrier européen, hebdomadaire favorable au rapprochement franco-allemand.

### Le Bonnet rouge
Le 22 novembre 1913, il lance Le Bonnet rouge, hebdomadaire dont le programme est « la défense républicaine » et « le rapprochement franco-allemand ». On a soupçonné les fondateurs d'avoir été subventionnés par des milieux d’affaires liés à Joseph Caillaux.
Le 14 mars 1914, Le Bonnet rouge devenu quotidien prend la défense du couple Caillaux. Mme Caillaux avait assassiné Gaston Calmette, directeur du Figaro, à qui elle reprochait une virulente campagne de presse contre son mari, alors ministre des finances.
Le Bonnet rouge quotidien se vend jusqu'à 200 000 exemplaires par jour. Pour Almeyreda qui vit depuis quelques années dans le luxe, ce succès augmente encore son train de vie, loin du quotidien de ses anciens camarades.
Après avoir défendu la paix jusqu'à la mort de Jaurès, à laquelle il avait assisté au café du Croissant, Almereyda se rallie à l'union sacrée dès la déclaration de guerre. Le Bonnet Rouge sera secrètement subventionné par le ministère de l'intérieur jusqu'en 1916. Un certain Émile Duval prend alors le relais et en devient administrateur et rédacteur. Le 15 mai 1917, Émile Duval est arrêté à la frontière suisse, porteur d’un billet à ordre de 150 000 francs au nom d’un banquier de Mannheim. Le 3 juillet, soupçonné de travailler pour les autorités allemandes, Duval est emprisonné. Le Bonnet rouge est suspendu le 13 juillet. Le 6 août, Almereyda est interpellé et incarcéré malgré son état de santé. Il est transféré le 11 août à l’infirmerie de la prison de Fresnes, atteint d’une péritonite.
Il est retrouvé mort le 14 août, étranglé avec ses lacets. Le rapport médical conclut au suicide, avec réserve d'un des experts, qui admet la possibilité d'un crime.
Léon Daudet affirme qu'il a été assassiné.
Le scandale provoqué par ce qu'on a appelé l'Affaire du Bonnet rouge et la mort suspecte d’Almereyda entraînèrent la démission du ministre Louis Malvy, puis la chute du gouvernement, et le complot des panoplies.
Le cinéaste Jean Vigo, fils d'Almeyreda, chercha à élucider la mort de son père.

### Iconographie
- Flavio Costantini, Almereyda au café, 1978, « en ligne »(Archive.org • Wikiwix • Archive.is • Google • Que faire ?).